# Barry Manilow
Barry Manilow, geboren als Barry Alan Pincus (Brooklyn, 17 juni 1943), is een Amerikaans zanger, pianist en liedjesschrijver, bekend van zijn nummers Could It Be Magic, Mandy (1974) en Copacabana (1978). Hij wordt ook wel "the king of soft-rock" en "the showman of this era" genoemd. Frank Sinatra heeft een keer over hem gezegd: "he's next". Hij is met meer dan tachtig miljoen verkochte platen, uitverkochte concerten en vijftig Top 40-nummers een van de succesvolste zangers ooit.

## Jeugd
Manilow groeide op in Brooklyn, New York als zoon van Joodse immigranten. Zijn echte vader verliet het gezin toen Barry nog een baby was. Dat was de reden dat hij later zijn achternaam liet veranderen in Manilow. Hij begon als kind piano en accordeon te spelen. Na de middelbare school ging hij naar Juilliard School. Om die opleiding te betalen werkte hij in de postkamer van CBS.

## Carrière
Manilows muzikale carrière begon toen hij de pianist werd van Bette Midler, voornamelijk tijdens haar optredens in de badhuizen voor homoseksuelen. Hij werd muzikaal leider van haar band, was haar arrangeur en was co-producer van haar debuut- en doorbraakalbum "The Divine miss M". In 1973 bracht hij zijn eerste eigen album ("Barry Manilow") uit, maar dat flopte. Nadat producent Clive Davis Arista Records had overgenomen, kreeg Manilow een tweede kans. Zijn tweede album, "Barry Manilow II" verscheen in 1974. In dat jaar brak hij door met de single Mandy, een cover van het lied Brandy van de Amerikaanse zanger Scott English uit 1971. Het eerste album nam hij daarna opnieuw op en werd hernieuwd uitgebracht onder de titel "Barry Manilow I". Het nummer Could it be magic werd in de nieuw opgenomen versie alsnog een hit. In 1978 stonden vijf van zijn albums tegelijkertijd in de lijst van best verkochte albums. In deze periode was hij tevens producer van enkele albums van Dionne Warwick.
In de jaren 80 en 90 volgde een minder succesvolle periode, maar toch lukte het hem nog steeds om voor uitverkochte zalen te zorgen. In de jaren 90 coverde hij veelal nummers, waaronder Keep Each Other Warm van Bucks Fizz. Dat deed hij tot 2001, toen hij met zijn album "Here at the mayflower" kwam. In 2004 stopte hij met toeren. Hij was van 2005 tot 2010 actief in het Las Vegas Hilton in Las Vegas, eerst met zijn show Music and Passion (vanaf 2004) en vanaf 2008 met Ultimate Manilow, the hits. Van 2010 tot 2012 stond hij in "The Paris Las Vegas hotel".
In 2011 bracht Manilow een nieuw album met originele nummers uit: "15 Minutes". Ook kwam hij in datzelfde jaar met een live-cd/dvd van zijn concertreeks in de O2 in Londen.
In 2014 kwam het album "Night Songs" in de Verenigde Staten uit. Het album verscheen in juni van datzelfde jaar in Nederland. Night Songs is een album met begeleiding van enkel piano, bas en drums. In mei 2014 was Manilow wederom in Engeland voor een serie concerten. Ook eind 2015 trad de inmiddels 72-jarige Manilow nog op. Op 15 januari 2016 werd bekend dat hij in het ziekenhuis was opgenomen vanwege hartproblemen.
Manilow woont in Palm Springs. In 2014 trouwde hij met zijn manager Garry Kief, met wie hij sinds 1978 een relatie had. Tot maart 2017 wist hij zijn huwelijk (en zijn seksuele geaardheid) uit de media te houden.
Ook in 2024 en 2025 treedt de inmiddels 80-plusser nog steeds op in zijn land en in Canada. Zijn concerttour heet “The Last Concerts”.

## NPO Radio 2 Top 2000
| Nummers met noteringen in de NPO Radio 2 Top 2000 | '99 | '00  | '01 | '02 | '03  | '04  | '05  | '06  | '07  | '08  | '09  | '10  | '11  | '12  | '13  | '14  | '15  | '16  | '17  | '18  | '19  |
| ------------------------------------------------- | --- | ---- | --- | --- | ---- | ---- | ---- | ---- | ---- | ---- | ---- | ---- | ---- | ---- | ---- | ---- | ---- | ---- | ---- | ---- | ---- |
| Can't Smile Without You                           | -   | -    | -   | -   | -    | -    | -    | -    | 1776 | -    | -    | -    | -    | -    | -    | -    | -    | -    | -    | -    | -    |
| Copacabana                                        | 922 | 1204 | 860 | 655 | 1410 | 1478 | 1446 | 1453 | 1306 | 1332 | 1793 | 1662 | 1877 | -    | -    | -    | -    | -    | -    | -    | -    |
| Mandy                                             | 348 | 342  | 507 | 431 | 417  | 404  | 520  | 649  | 474  | 492  | 840  | 860  | 778  | 1245 | 1197 | 1084 | 1273 | 1355 | 1321 | 1951 | 1808 |

1. ↑  Een '-' betekent dat het nummer niet was genoteerd en een vetgedrukt getal geeft de hoogste notering van een nummer aan.
2. ↑  Deze tabel is bijgewerkt tot en met de laatste editie (2024).